# Marcq-en-Ostrevent

Marcq-en-Ostrevent este o comună în departamentul Nord, Franța. În 1 ianuarie 2022 avea o populație de 751 de locuitori.